# Marquesat de Campofértil
El Marquesat de Campofértil és un títol nobiliari espanyol creat el 19 de gener de 1797 pel rei Carles III a favor de José María del Carmen-Manuel del Socorro Castañón y Paz.

## Marquesos de Campofértil
|                        | Titular                                                  | Període                |
| Creació per Carles III | Creació per Carles III                                   | Creació per Carles III |
| ---------------------- | -------------------------------------------------------- | ---------------------- |
| I                      | José María del Carmen-Manuel del Socorro Castañón y Paz. | 1797- 18..             |
| II                     | Antonio María Castañón y Moreno                          |                        |
| III                    | Cesarea Castañón y De Castro                             |                        |
| IV                     | Fernando Guillamas Castañón                              |                        |
| V                      | José María Guillamas Piñeiro                             | 18.. - 1895            |
| VI                     | María del Pilar Guillamas y Caro, Piñeiro y Szecheny     | 1895 - 19..            |
| VII                    | José Beneyto Guillamas                                   | 19.. - 1997            |
| VIII                   | Álvaro Beneyto Guillamas y Sanz-Tovar                    | 1997 - actual titular  |

## Història de los Marqueses de Campofértil
- José María del Carmen-Manuel del Socorro Castañón y Paz, nascut a La Bañeza el 8.3.1744, senyor de Hinojo, Villaroañe, i Isla, I marquès de Campofértil. Fou nomenat cavaller de l'Orde de Carles III, l'11.12.1795.

- Els seus fills homes foren: Antonio María, qui el succeí en el títol, i Josef Ángel Castañón y Moreno.
- Antonio María Castañón y Moreno (5.4.1772 - 13.1.1829)

1. Casat amb: María Jacinta Díaz y De Castro (18.5.1771 - 18..).

- Els seus fills foren:
- Cesárea (nacida el 3.3.1796), casada amb Mariano de Guillames (nascut el 17.3.1801)
- José, cavaller de Sant Jaume, Agustín, María, Josefa
- Ángela Castañón (morta el 1850), filla dels marquesos de Campofértil i Castrojanillos, casada amb Gaspar Quadrillero, podia ser filla també de Mariano y Cesárea, pertanyent aquests títols nobiliaris a Cesárea Castañón y De Castro.

- Fernando Guillamas Castañón (nascut el 31.7.1833), fill de Cesárea Castañón y De Castro i de Mariano de Guillamas y Galiano (nascut el 17.3.1801).

1. Casat en 1852 amb Juana de Piñeiro y Echeverri, nascuda a Màlaga el 30.10.1829.

- José María Guillamas y de Piñeiro (8.9.1856 - 21.4.1895), X Marquès de San Felices, Comte de Mollina, d'Alcolea de Torote i de Villalcázar de Sirga, Marquès de Campofértil, Grandesa d'Espanya, Cavaller de Calatrava, Mestrant de València; fill de Fernando Guillamas y Castañón, IX Marquès de San Felices, Grandesa d'Espanya, Comte d'Alcolea de Torote, Cavaller de Calatrava, y de Juana Piñeiro Echeverri, Comtessa de Mollina, Grandesa d'Espanya, Marquesa de Villamayor i de las Nieves, Comtessa de Torrubia i de Villalcázar de Sirga.[1]

Casat el 1.3.1886 amb María del Pilar Caro y Szechenyi, filla de Pedro Caro y Álvarez de Toledo, V Marquès de la Romana, i d'Isabel Szechenyi, Comtessa Szechenyi.
- María del Pilar Guillamas y Caro, Piñeiro y Szecheny (batejada el 19.3.1890), marquesa de Campofértil.

Casada amb José Beneyto Rostoll (Altea, 1882 - La Nucia, 22.9.1936), polític i diplomàtic valencià mort durant els fets de la guerra civil. Marquès de Campofértil per matrimoni.
- Álvaro Beneyto Guillamas (3.4.1923 - Madrid, 16.8.1997), capità de la Marina Mercant, heretà el títol per defunció de la seva mare, María del Pilar Guillames Caro.

1. Casat el 30.3.1950 amb María de las Nieves Sanz-Tovar Martínez (3.8.1925 - 29.10.1995)

- Álvaro Beneyto-Guillamas y Sanz-Tovar (Madrid, 9.2.1951), actual titular

1. Casat amb María Concepción Llorente Rosillo

- Els seus fills: 
- Álvaro, Juan, Jaime i Miguel Beneyto-Guillamas Llorente